# Ganglbaueria
Ganglbaueria es un género de coleóptero de la familia Oedemeridae.

## Distribución geográfica
Las especies de este género son:
- Ganglbaueria collaris
- Ganglbaueria turkestanica
- Ganglbaueria kermanica
- Ganglbaueria richteri
- Ganglbaueria vazquezi
- Ganglbaueria iranica
- Ganglbaueria persica
- Ganglbaueria turcomanica